# Mittetulundusühing Viljandi Tulevikujalgpalli Klubi
Jalgpalliklubi Viljandi Tulevik é um clube estoniano de futebol, originalmente fundado em 1912, com sede em Viljandi.

## Elenco atual
- Última atualização: 1 de agosto de 2008.[1]

Nota: Bandeiras indicam equipe nacional, conforme definido pelas regras de elegibilidade da FIFA. Os jogadores podem ter mais de uma nacionalidade não-FIFA.
| N.º |         | Posição | Jogador          |
| --- | ------- | ------- | ---------------- |
| 1   | Estónia | G       | Kaido Koppel     |
| 2   | Estónia | D       | Raiko Mutle      |
| 3   | Estónia | D       | Tanel Võtti      |
| 4   | Estónia | D       | Aleksei Savitski |
| 5   | Estónia | D       | Siim Roops       |
| 6   | Estónia | M       | Jürgen Henn      |
| 7   | Estónia | M       | Andre Frolov     |
| 8   | Estónia | M       | Rain Tölpus      |
| 10  | Estónia | A       | Jüri Jevdokimov  |
| 11  | Estónia | A       | Rait Kasterpalu  |
| 12  | Estónia | G       | Aiko Orgla       |
| 13  | Estónia | M       | Marko Arge       |
| 14  | Estónia | A       | Markko Kudu      |
| 15  | Estónia | M       | Henri Rüütli     |

| N.º |         | Posição | Jogador            |
| --- | ------- | ------- | ------------------ |
| 16  | Estónia | M       | Joonas Laasberg    |
| 17  | Estónia | A       | Vladimir Vassiljev |
| 18  | Estónia | D       | Armand Naris       |
| 19  | Estónia | A       | Reimo Oja          |
| 20  | Estónia | M       | Rasmus Luhakooder  |
| 21  | Estónia | A       | Joonas Tamm        |
| 22  | Estónia | D       | Rauno Tutk         |
| 23  | Estónia | M       | Ats Sillaste       |
| 25  | Estónia | D       | Meelis Laurimaa    |
| 26  | Estónia | D       | Heikki Talimaa     |
| 27  | Estónia | A       | Ken Kallaste       |
| 28  | Estónia | A       | Alen Stepanyan     |
| ––  | Estónia | D       | Mikk Sillaste      |
| ––  | Estónia | M       | Priit Betlem       |